# Konrad Kleinschmidt
Johann Konrad Kleinschmidt (* 29. August 1768 in Oberdorla; † 23. Dezember 1832 in Friedrichstal (Narsarmijit), Grönland) war ein deutscher Missionar der Herrnhuter Brüdergemeine.

## Leben

### Kindheit und Jugend
Konrad Kleinschmidt war der Sohn des Strumpfwebers Emanuel Kleinschmidt (1723–1786) und seiner Frau Maria Bomberg. Sein Geburtstag wird häufig fälschlicherweise mit dem 29. Dezember 1768 angegeben, tatsächlich wurde er jedoch bereit vier Monate zuvor geboren. Seine Eltern gehörten der Herrnhuter Brüdergemeine an und er wuchs in seinen ersten Lebensjahren mit seinen fünf älteren Geschwistern in einem streng religiösen Zuhause in Oberdorla auf. 1774 besuchte seine Familie das 45 km südöstlich gelegene Neudietendorf, einen von der Brüdergemeine gegründeten Ort, um dort ein noch frommeres Leben leben zu können. Allerdings musste man um darum bitten, sich dort niederlassen zu können, und es gelang erst 1775 diese Erlaubnis zu erhalten. 1781 zog er 13-jährig von zuhause aus, um im Jungenchor zu wohnen, da es damals üblich war, dass die Bewohner nicht in Familien, sondern nach Geschlecht und Alter sortiert lebten. Im selben Jahr hatte er eine Lehre als Strumpfweber bei seinem Vater begonnen. 1782 wurde er als selbstständiges Mitglied in die Herrnhuter Brüdergemeine aufgenommen. Mit 18 Jahren zog er in den Männerchor um und war zugleich mit seiner Lehre fertig. 1791 wurde er zum Aufseher im Jungenchor ernannt. Kurze Zeit später beschloss er, Missionar werden zu wollen, und bat um Erlaubnis, nach Grönland ausgesandt zu werden. Nach langen Gesprächen mit dem Ältestenrat in Neudietendorf erhielt er 1793 die gewünschte Erlaubnis. Er verabschiedete sich von seinen Eltern und Geschwistern und ging zu Fuß erst nach Herrnhut und dann weiter ins dänische ebenfalls herrnhutische Christiansfeld, bevor er schließlich nach Kopenhagen kam, von wo aus er mit dem Schiff nach Grönland fahren sollte.

### Zeit in Neu-Herrnhut
Konrad Kleinschmidt kam nach 13 Wochen auf See im August 1793 in der ältesten grönländischen Herrnhuter Missionsstation Neu-Herrnhut (Noorliit) an. Zuvor hatte er noch im Maniitsoq einen Stopp einlegen müssen. Er war der jüngste Missionar in der Missionsstation und wurde mit praktischer Arbeit betraut, die ihm wegen seines schwachen Körperbaus nicht gut bekam. Allerdings zeigte er sich sehr sprachinteressiert und lernte eifrig die grönländische Sprache. Allerdings durfte er nicht richtig als Missionar wirken, da er noch nicht ordiniert worden war, was unter anderem wohl daran lag, dass er unverheiratet war. 1798 bat er deshalb darum, dass ihm eine Frau zugesandt würde, was aber erst 1800 geschah. Wenige Tage nach ihrer Ankunft heiratete er am 25. Juni 1800 die erst am 18. Mai in Grönland angekommene Dänin Anna Margrethe Hammeleff (1772–1812) aus Styding im Hammelev Sogn, Tochter des Hofbesitzers Anders Hans Christiansen (1732–1789) und seiner Frau Cathrina Margretha Bertelsdatter. Aus der Ehe gingen zuerst die Kinder Maria Luise (1801–1878), Carolina Margaretha (1803–1863) und Friederich Imanuel (1806–1882) hervor.

### Zeit in Lichtenfels
1806 wurde Konrad Kleinschmidt in die Missionsstation Lichtenfels (Akunnaat) versetzt, wo die Kinder Catharina Elisabeth (1808–1812) und Hanna Berthelina (1812) geboren wurden. Während des Kanonenbootkriegs von 1807 bis 1814 brach die Versorgung Grönlands zusammen, was auch in Lichtenfels für Mangelernährung vor allem bei der europäischen Bevölkerung führte. Daraufhin starb seine Frau Anna Margrethe im Mai 1812 an den Folgen der Geburt des letzten Kindes, das zwei Monate später ebenfalls starb.

### Urlaub in Großbritannien
Im Oktober 1812 reiste Konrad Kleinschmidt mit seinen übrigen Kindern mit dem Schiff zu einer Erholungsreise nach Europa, wo er seit 19 Jahren nicht mehr gewesen war. Wegen des Kriegs durfte Dänemark nicht angefahren werden, weswegen das Schiff ins schottische Leith fuhr. Dort starb auch die Tochter Catharina Elisabeth, während sie anderen Quellen zufolge in Grönland bei einer Pflegefamilie zurückgelassen worden war und dort starb. Die Familie überwinterte im englischen Fulneck, das ebenfalls ein Ort der Brüdergemeine war. Anschließend kamen die beiden Töchter Maria Luise und Carolina Margaretha zu Konrad Kleinschmidts Bruder Heinrich im heute nordirischen Gracehill, während Friederich Imanuel ein Internat in Fulneck besuchen sollte. Bereits im November 1812 hatte man in Christiansfeld nach einer neuen Ehefrau für Konrad Kleinschmidt gesucht und dabei die in Trusø bei Struer geborene Christina Petersen (1780–1853), Tochter des Hofbesitzers Peter Christensen (um 1749–1822) und seiner Frau Anne Juelsdatter (um 1742–1820) gefunden. Eigentlich sollte Konrad Kleinschmidt nach Christiansfeld reisen, was jedoch nicht gelang, sodass seine Verlobte stattdessen über Hamburg nach Edinburgh reiste. Konrad Kleinschmidt reiste daraufhin auch von Fulneck nach Schottland, wo beide am 3. Mai 1813 getraut wurden.

### Zeit in Lichtenau
Das Paar reiste drei Wochen später nach Grönland, wobei der Kapitän des Schiffs ihnen versprochen hatte, sie in Lichtenfels oder Neu-Herrnhut abzusetzen, sein Versprechen aber brach, sodass sie Ende Juni in der Diskobucht strandeten. Deswegen mussten sie mit einem Boot über 1000 km die Küste entlang fahren, bis sie Ende September in die Missionsstation Lichtenau (Alluitsoq) kamen, wo Konrad Kleinschmidt fortan als Missionar wirken sollte. Obwohl er in Lichtenfels bereits als Leiter der Missionsstation gewirkt hatte und als ausgezeichneter Missionar galt, war er nun de facto degradiert worden, da man der Meinung war, dass er mit seinem arroganten und beherrschenden Charakter schädlich für die Zusammenarbeit mit den anderen Missionaren war. Bereits im Februar des folgenden Jahres wurde der Sohn Samuel Petrus (1814–1886) geboren. Später wurden die Töchter Cornelia Benigna (1816–1850) und Anne Elisabeth Sophia (1818–1897) geboren. Der Sohn Daniel Jobst (1821–1822) starb ebenfalls jung.
Während er in Lichtenau lebte, übersetzte Konrad Kleinschmidt im Winter 1817/18 das gesamte Neue Testament ins Grönländische, da er mit der Übersetzung von Otto Fabricius unzufrieden war. Sie wurde anschließend bis zur Bibelübersetzung von 1893 auch von den dänischen Missionaren genutzt. Dazu veröffentlichte er 1819 ein Buch mit Kirchenliedern und 1823 ein neues Liturgiebuch. Er übersetzte auch große Teile des Alten Testaments.

### Zeit in Friedrichsthal
1822 starb Jakob Beck, der der Leiter in Lichtenau war, aber er weigerte sich auf dem Sterbebett, Konrad Kleinschmidt die Leitung zu überlassen. Dieser hatte bereits 1821 eine zweiwöchige Untersuchungsreise nach Süden vorgenommen, um möglicherweise eine vierte Missionsstation zu gründen. Lichtenau war in den vorherigen zehn Jahren stark gewachsen, was vor allem Konrad Kleinschmidts Fähigkeiten zugeschrieben wird. Er entschied sich für die Gründung einer Missionsstation in Narsarmijit nahezu an der Südspitze Grönlands, die den Namen Friedrichsthal erhielt. Ursprünglich hatte er den Namen Sonnenthal bevorzugt. Von 1823 bis 1824 war er in Deutschland, um sein Projekt durchzusetzen, was ihm auch gelang. Seine drei Kinder aus zweiter Ehe wurden dabei wieder in Europa zurückgelassen. Er wurde zum Leiter der Missionsstation ernannt, obwohl Kollegen davon wegen seines Charakters stark abgeraten hatten. Es zeigte sich tatsächlich, dass er so eigenwillig war, dass 1826 überlegt wurde, die Missionsstation an einen anderen Ort zu versetzen oder Konrad Kleinschmidt zurück nach Lichtenau zu versetzen. Man entschied sich schließlich dafür, die Zusammenarbeit zwischen den Missionaren zu verbessern, indem man die mittlerweile erwachsene Tochter Maria Luise mit dem Missionar Georg Michael Ihrer verheiratete.
Die Gemeinde zählte 1828 schon über 300 Mitglieder. Die großen missionarischen Erfolge und seine konservative und strenge religiöse Haltung hatte vor allem in den letzten Jahren dafür gesorgt, dass er trotz der Unbeliebtheit bei seinen Kollegen seine Karriere fortsetzen konnte. Aber auch bei der dänischen Kolonialmacht hatte er sich unbeliebt gemacht, da er sich strikt weigerte seine Gemeinde zum Vorteil für den Handel verteilt wohnen zu lassen, obwohl er dies ursprünglich als Bedingung für die Errichtung von Friedrichsthal versprochen hatte. Inspektor Carl Peter Holbøll forderte alle Herrnhuter Missionare auf, die Bevölkerung aus den Missionsstationen auszusiedeln, was auch geschah – mit Ausnahme von Friedrichsthal. Konrad Kleinschmidt starb 1832 in Friedrichstal im Alter von 64 Jahren.

## Trivia
Kleinschmidts Konterfei ist auf einer grönländischen Briefmarke zu 35 Øre aus dem Jahr 1964 zu sehen, die aber seinem Sohn Samuel gewidmet ist.